# Aareschlucht

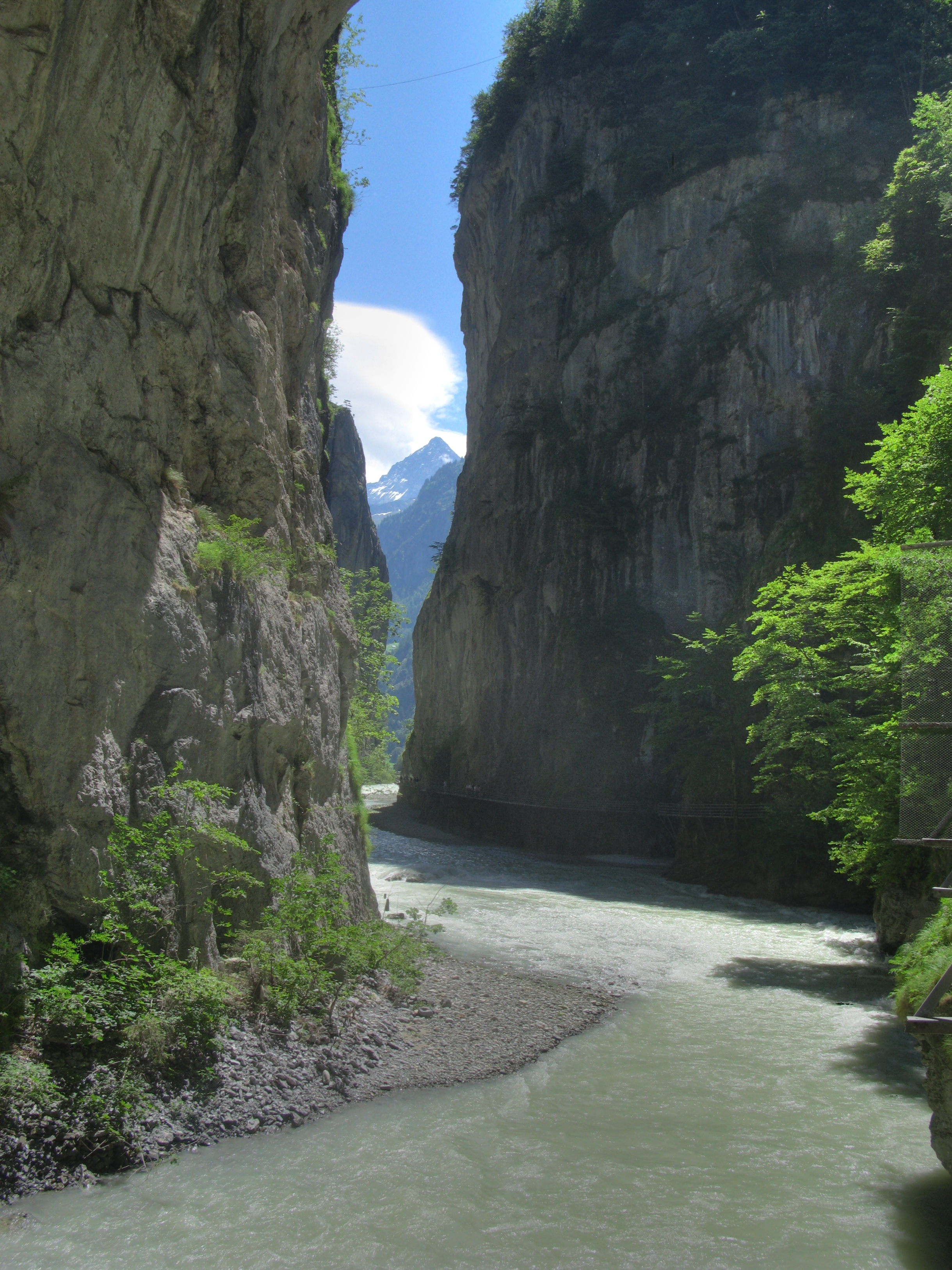
Die Aareschlucht bei Meiringen

Die Aareschlucht ist eine Schlucht bei Meiringen im Berner Oberland in der Schweiz. Durch die enge Stelle fliesst die Aare von Innertkirchen am Fuss des Grimselgebiets aus zu der Ebene oberhalb des Brienzersees. Der Fluss durchquert die Schlucht mit einer erhöhten Fliessgeschwindigkeit von fast 12 km/h.
Das Geotop ist im Bundesinventar der Landschaften und Naturdenkmäler von nationaler Bedeutung aufgeführt.

## Entstehung
Ein Kalk-Felsriegel zwischen Innertkirchen und Meiringen, der Kirchet, behinderte den Abfluss der Aare aus dem Grimselgebiet. Das Schmelzwasser unter dem eiszeitlichen Aargletscher kerbte sieben Schluchten in diesen Felsriegel ein. Die heutige Aareschlucht ist die jüngste der verschiedenen Quer- und Längsschluchten. Sie hat eine Länge von 1400 Metern und ist an ihrer engsten Stelle nur einen Meter breit; die höchste Seitenwand ragt 180 Meter hoch über den Fluss.
Wie der Ortsname Innertkirchen zeigt, teilt der Felsriegel der Aareschlucht das Haslital in ein inneres und ein äusseres Gebiet. Die Hauptstrasse 6 steigt mit drei Haarnadelkurven auf der steileren Südseite rund 80 Höhenmeter zum Lammiboden auf 710 Metern, von wo die Strasse in gleichmässigem Gefälle nach Meiringen (602 m) absinkt. Die Schlucht ist von der Strasse aus nicht zu sehen. Der Flurname Lammiboden ist vom alten Berner Oberländer Mundartwort Lammi abgeleitet, das eine enge Schlucht bezeichnet.

## Erschliessung
1888 wurde die Schlucht für Touristen zugänglich gemacht. Ein Laufsteg führt über der Aare durch die schmale Passage, die seit 1912 mit einer künstlichen Beleuchtung für Nachtwanderungen ausgestattet ist. Das Grundstück steht im Eigentum der 1892 gegründeten Aareschlucht-Aktiengesellschaft in Willigen, Amt Oberhasli.
Die Schlucht ist von Anfang April bis zum 1. November täglich geöffnet und man kann sie über die Stege und kleinere Umgehungstunnel durchschreiten. Beim Eingang West auf der Meiringer Seite liegt die Bahnstation Aareschlucht West und beim Eingang Ost auf Innertkirchen-Seite die Tunnelhaltestelle Aareschlucht Ost der Meiringen-Innertkirchen-Bahn.
Örtliche Legenden besagten, dass die Schlucht Heimat eines Tatzelwurms sei. Aufgrund angeblicher Sichtungen bis ins 20. Jahrhundert ist das Fabeltier heute das Maskottchen der Tourismuswerbung für die Schluchtwanderung.

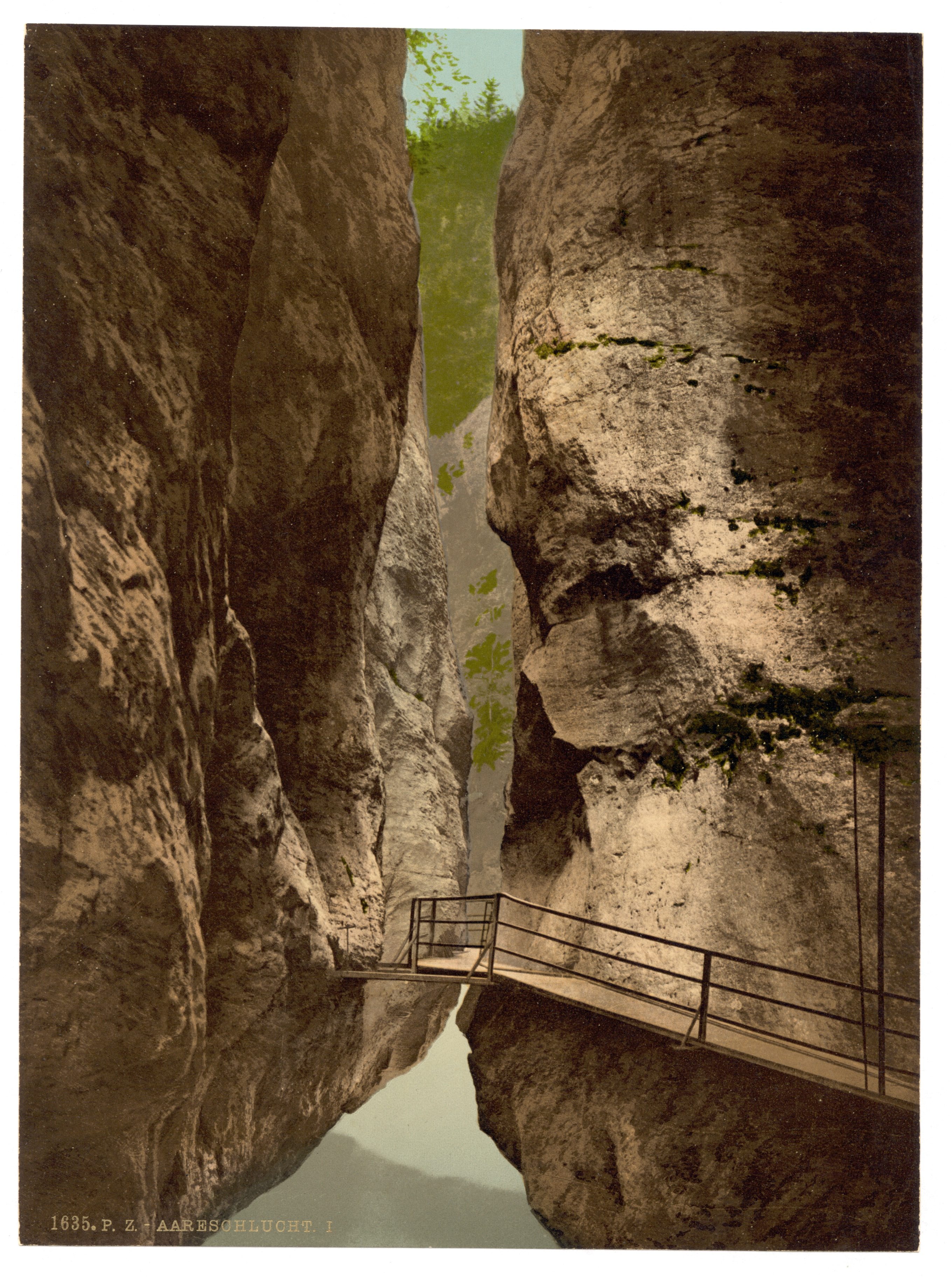
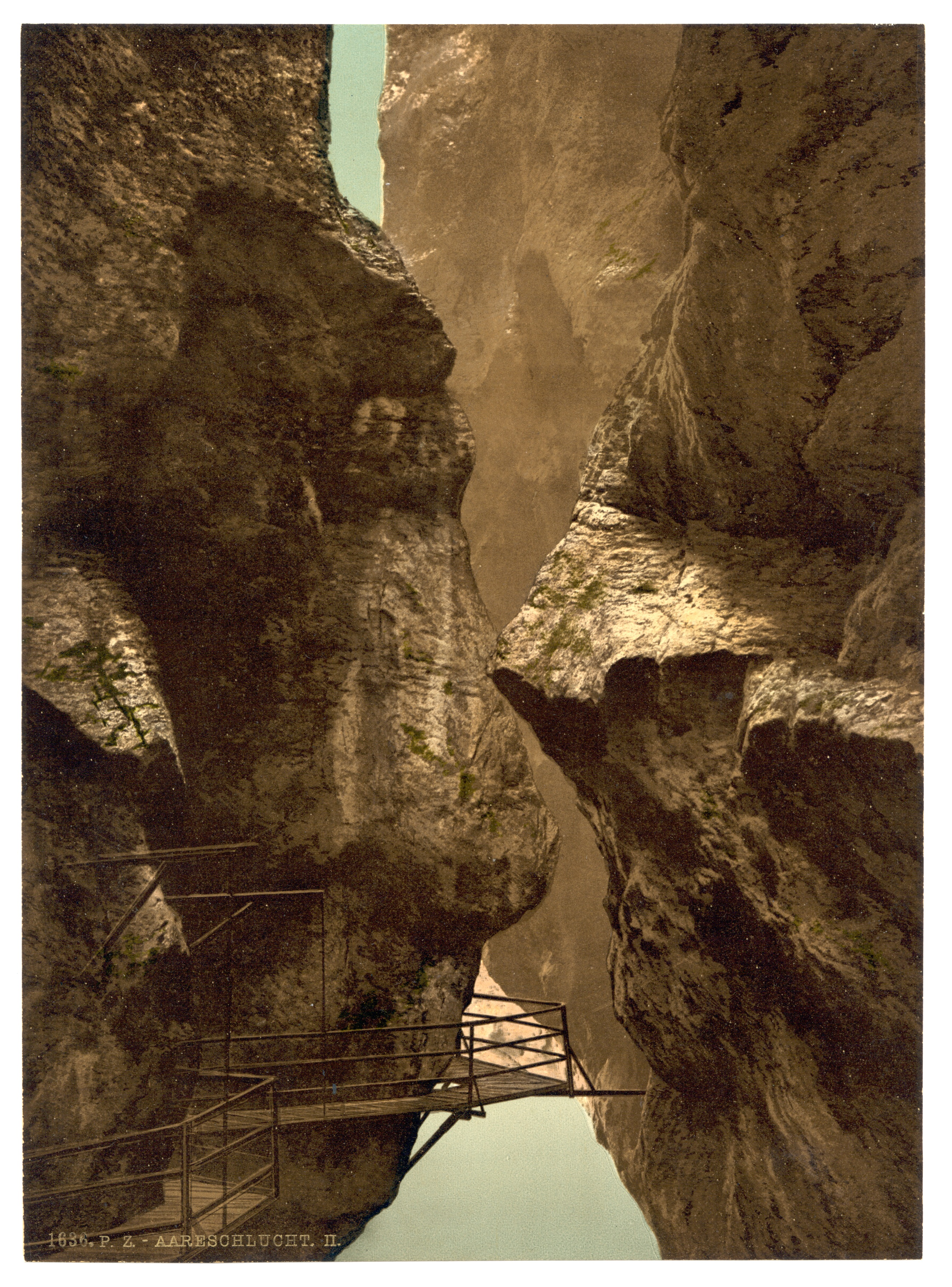
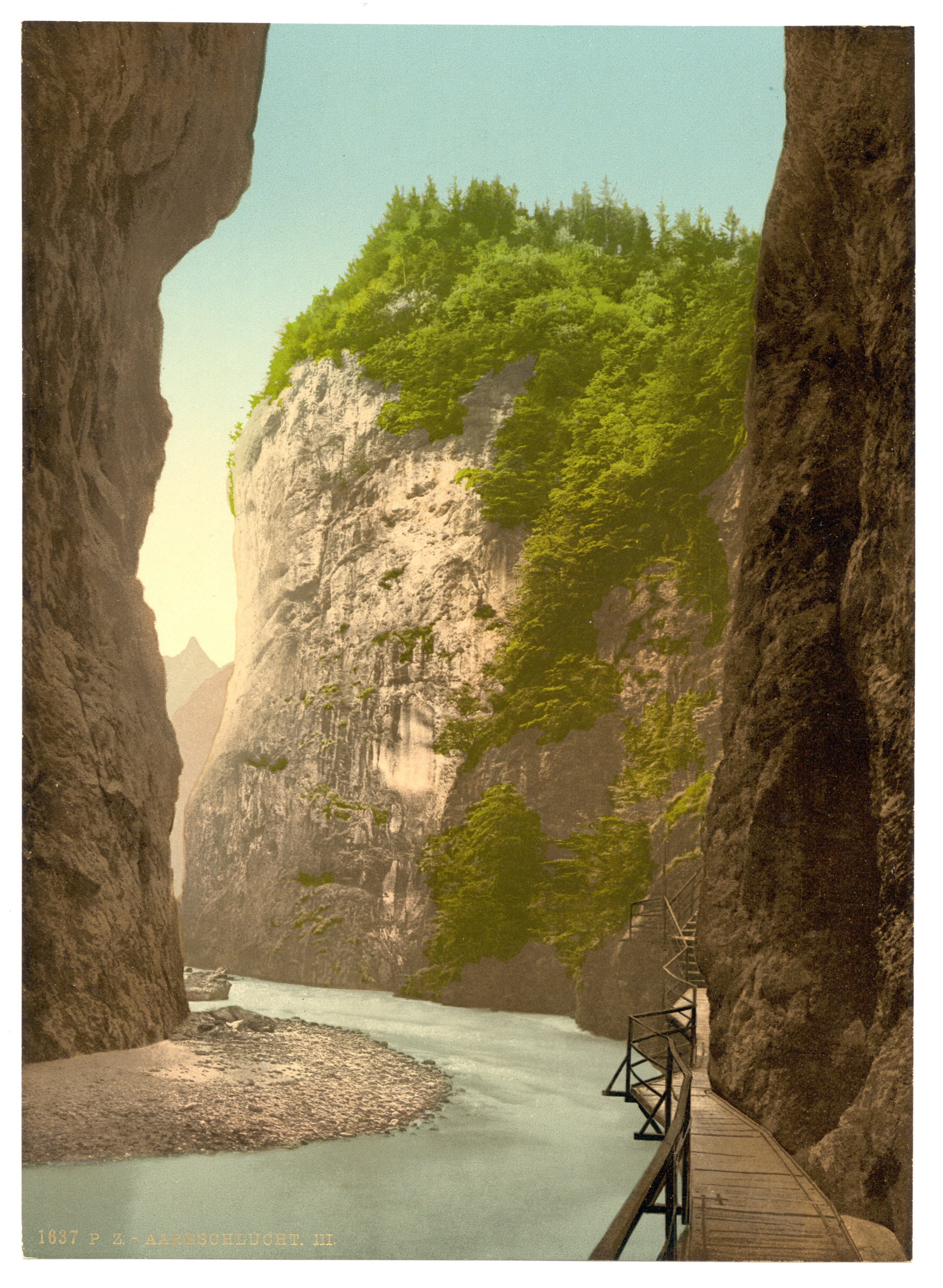

Die Aareschlucht (1890–1900):

## Trivia
Die Aareschlucht inspirierte den Architekten Rudolf Schwarz bei einer Wanderung zu der in der Kirche St. Michael im Frankfurter Stadtteil Nordend umgesetzten Raumfolge und Lichtführung.